# Dallinghoo Wield
Dallinghoo Wield var en civil parish 1858–1985 när det uppgick i Dallinghoo i distriktet East Suffolk i grevskapet Suffolk i England. Civil parish är belägen 5 km från Wickham Market. Civil parish hade 0 invånare år 1961.